# Jezioro Wulpińskie
Jezioro Wulpińskie (Tomaszkowskie, Dorotowskie, dawniej Wulpynk) – jezioro na Pojezierzu Olsztyńskim, kilka kilometrów na południowy zachód od Olsztyna. Nad jeziorem znajdują się wsie: Dorotowo, Tomaszkowo, Majdy (Mojdy), Kręsk.

## Charakterystyka
Podstawowe parametry akwenu:
- gmina Stawiguda
- dorzecze: Giłwa-Pasłęka
- wysokość nad poziom morza: 105,8 m
- powierzchnia: 706,7 ha
- powierzchnia wysp: 23,6 ha
- głębokość maksymalna: 54,6 m
- głębokość średnia: 10,5 m
- długość maksymalna: 8320 m
- szerokość maksymalna: 2330 m
- długość linii brzegowej: 29 800 m

## Wyspy

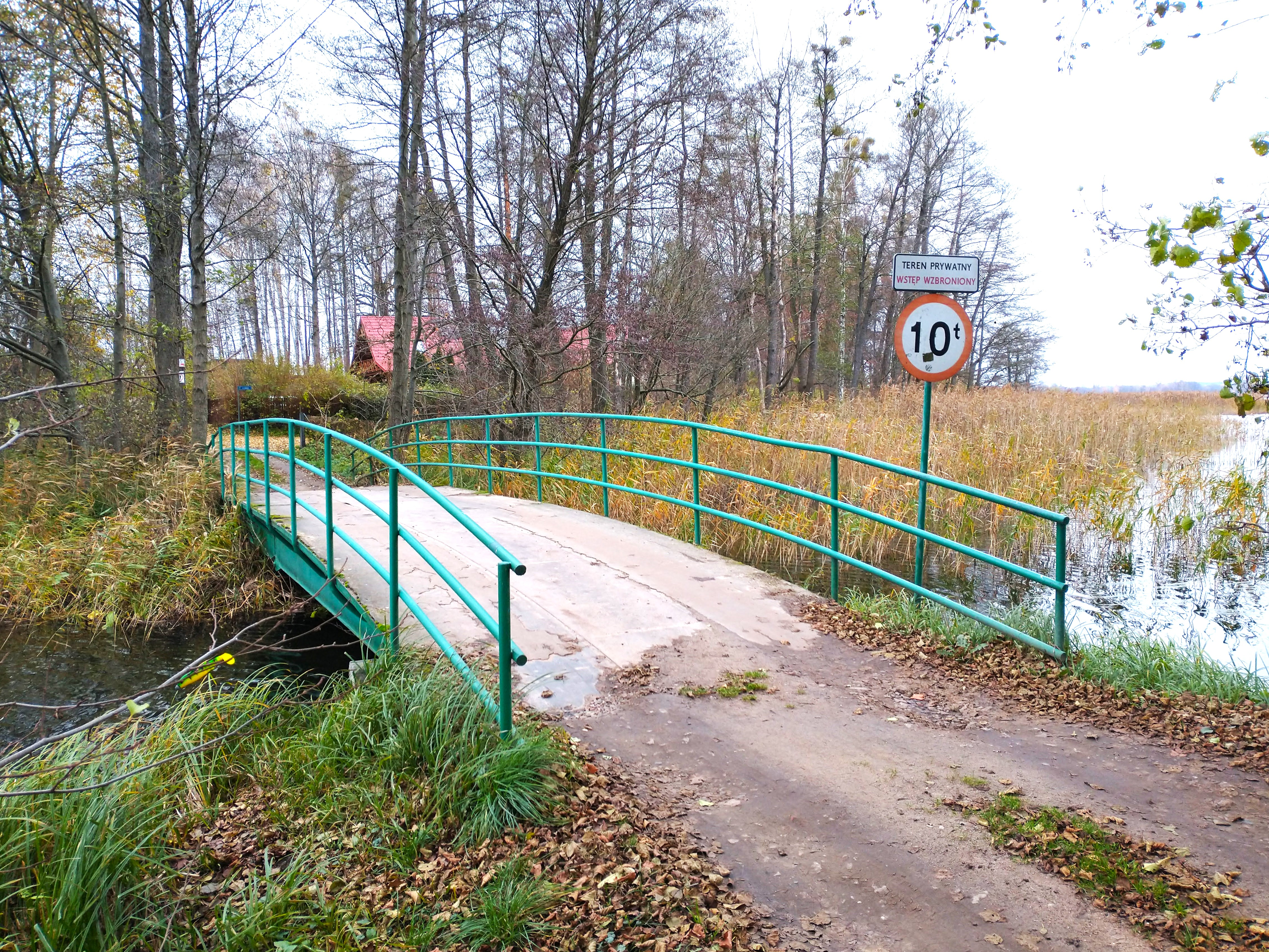
Most na Petrykowski Ostrów

Inne wyspy nazywano: Łórbonki, Sitowe Góry, Geców Ostrów, Wojdowski Ostrów, Kampa. Najważniejsze półwyspy nosiły nazwy: Klampa, Raczak, Kejsów Róg, Kraniki Ostrów. Nazwy zatok (z końca XIX w.): Zielski Kąt (wiejski), Szylków Kąt, Pelnoga.
Brzegi wschodniej części jeziora są płaskie lub lekko wzniesione, natomiast brzegi zachodniej strony są stosunkowo wysokie i strome. Od strony południowo-zachodniej wypływa rzeka Giłwa, na zachód od wsi Kręsk w głębokim jarze wypływa strumień. Jezioro otoczone jest polami uprawnymi i łąkami oraz działkami osadniczymi, tylko miejscami znajdują się kępy leśne.